# 司法人員薪俸及服務條件常務委員會
司法人員薪俸及服務條件常務委員會（簡稱司法人員薪常會，縮寫：JSCS）是香港政府專門負責處理司法人員待遇的公營機構，於1987年成立，負責就香港司法人員的薪酬、服務條件及薪俸結構的原則和措施，向香港行政長官提出建議。委員會與另外三個委員會的共同行政支援部門為公務及司法人員薪俸及服務條件諮詢委員會聯合秘書處。

## 歷史
2009年12月18日，香港行政長官曾蔭權再度委任鄭維志為司法人員薪俸及服務條件常務委員會主席，任期一年，由2010年1月1日起生效；再度委任梁冰濂為委員，委任陳智思、周松崗和黃嘉純為委員，任期兩年，由2010年1月1日起生效。
2012年7月4日，司法人員薪俸及服務條件常務委員會向香港政府建議，法官及司法人員於該年度加薪5.66%，當中考慮到及平衡行政長官會同行政會議於2008年5月通過的一籃子因素（包括香港經濟及香港政府的財政狀況、私營機構的薪酬水平及趨勢、以香港公營機構薪酬參考、法官與私人執業律師在職責、工作條件及工作量方面的比較等12項。）、司法獨立原則及司法機構立場等。9月19日，行政長官會同行政會議接納司法人員薪俸及服務條件常務委員會的建議，升調為近4年最高，調整將會追溯至同年4月1日起生效。
2012年12月10日，香港行政長官梁振英再度委任陳智思出任司法人員薪俸及服務條件常務委員會主席，再度委任陳玉樹、李民斌和劉麥嘉軒為委員；任期兩年，由2013年1月1日起生效。

## 歷任主席
- 鄭維志
- 陳智思（2010 - 2016）
- 黃玉山
- 陳鎮仁

## 委員

### 現任委員
- 陳子政
- 陳永堅
- 翟紹唐
- 陳秀梅
- 吳麗莎
- 葉禮德

### 歷任委員
- 陳玉樹
- 李民斌
- 劉麥嘉軒
- 周松崗
- 黃嘉純
- 余若海